# Gabrovitsa
Gabrovitsa (bulgariska: Габровица) är ett distrikt i Bulgarien.   Det ligger i kommunen Obsjtina Belovo och regionen Pazardzjik, i den västra delen av landet, 70 km sydost om huvudstaden Sofia.
I omgivningarna runt Gabrovitsa växer i huvudsak blandskog. Runt Gabrovitsa är det ganska glesbefolkat, med 28 invånare per kvadratkilometer.